# Delligsen
Delligsen è un comune mercato di 8.460 abitanti della Bassa Sassonia, in Germania.
Appartiene al circondario (Landkreis) di Holzminden (targa HOL).

## Geografia antropica

### Suddivisioni amministrative
Il territorio comunale comprende le frazioni di Ammensen, Grünenplan, Hohenbüchen, Kaierde e Varrigsen.